# كارلوس فرنسيسكو تشانغ مارين
كارلوس فرنسيسكو تشانغ مارين (بالإسبانية: Carlos Francisco Chang Marín) هو صحفي وموسيقي وملحن ورسام وكاتب وشاعر بنمي، ولد في 26 فبراير 1922، وتوفي في 5 ديسمبر 2013.

## وصلات خارجية
- كارلوس فرنسيسكو تشانغ مارين على موقع ميوزك برينز (الإنجليزية)
- كارلوس فرنسيسكو تشانغ مارين على موقع ديسكوغز (الإنجليزية)